# MobiCascais
MobiCascais é uma marca da empresa municipal portuguesa Cascais Próxima, E.M., S.A. É utilizada na exploração dos serviços de transporte público coletivo rodoviário de passageiros (até 2021: BusCas), partilha e parqueamento de bicicletas (BiCas), e dos parques e zonas de estacionamento público tarifado (ParC) por todo o concelho de Cascais, em Portugal.

## História

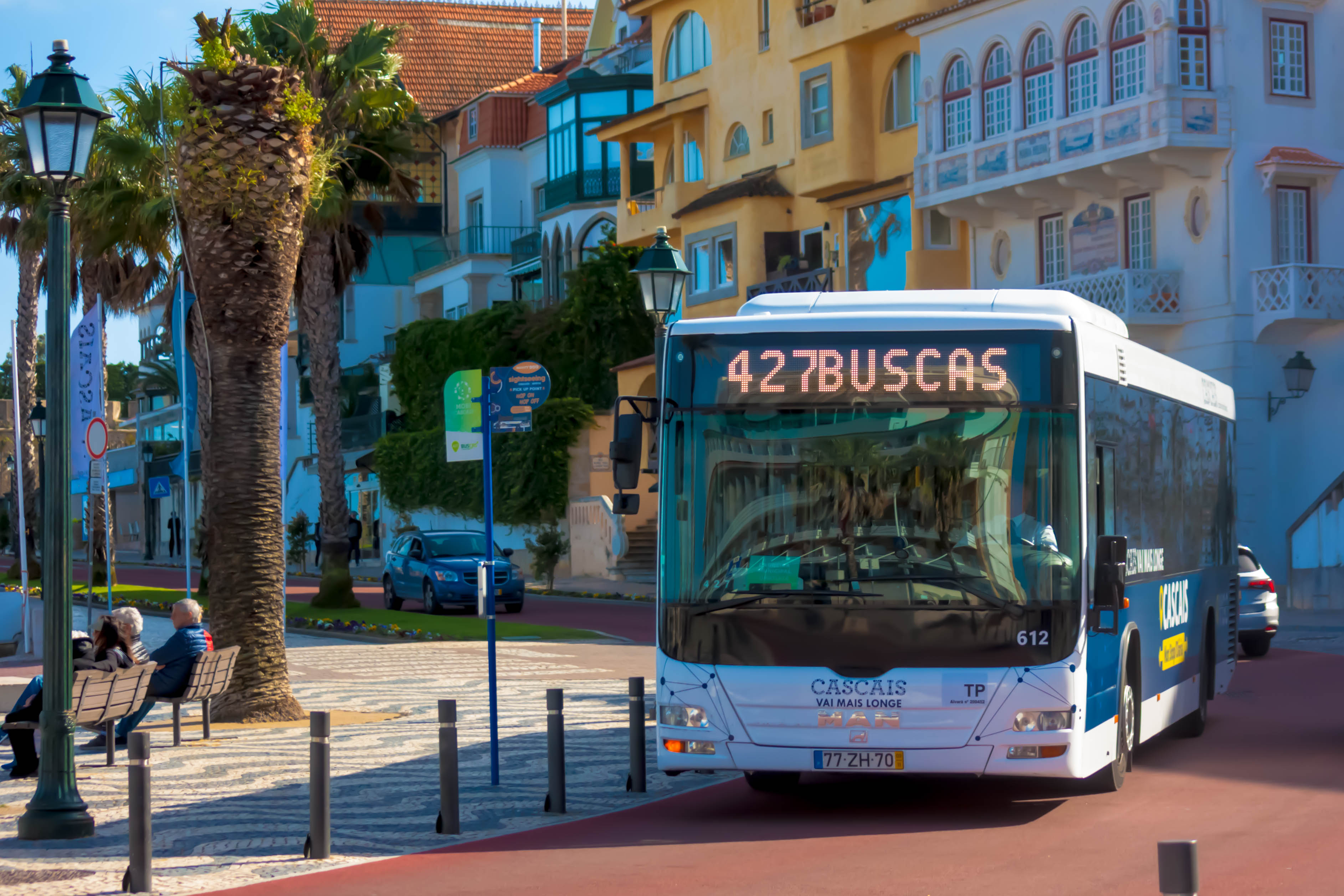
Veículo Scotturb em Cascais, fazendo a carreira MobiCascais BusCas, 2020.

A MobiCascais surgiu em junho de 2016 após a criação da Autoridade de Transportes do Município de Cascais, igualmente dependente da edilidade, herdando para a sua alçada os serviços já prestados pela câmara nesta área de atividade — nomeadamente as carreiras de autocarro BusCas, que se haviam iniciado em 2001. Em 2020, explorava oito carreiras próprias de transporte público de passageiros (as quais se juntaram aos serviços explorados pela Scotturb). Foi nesse ano implementada um medida ímpar nos transportes públicos em Portugal, com a introdução de gratuitidade nas carreiras intra-municipais (BusCas), medida a financiar parcialmente com os proventos do estacionamento tarifado.

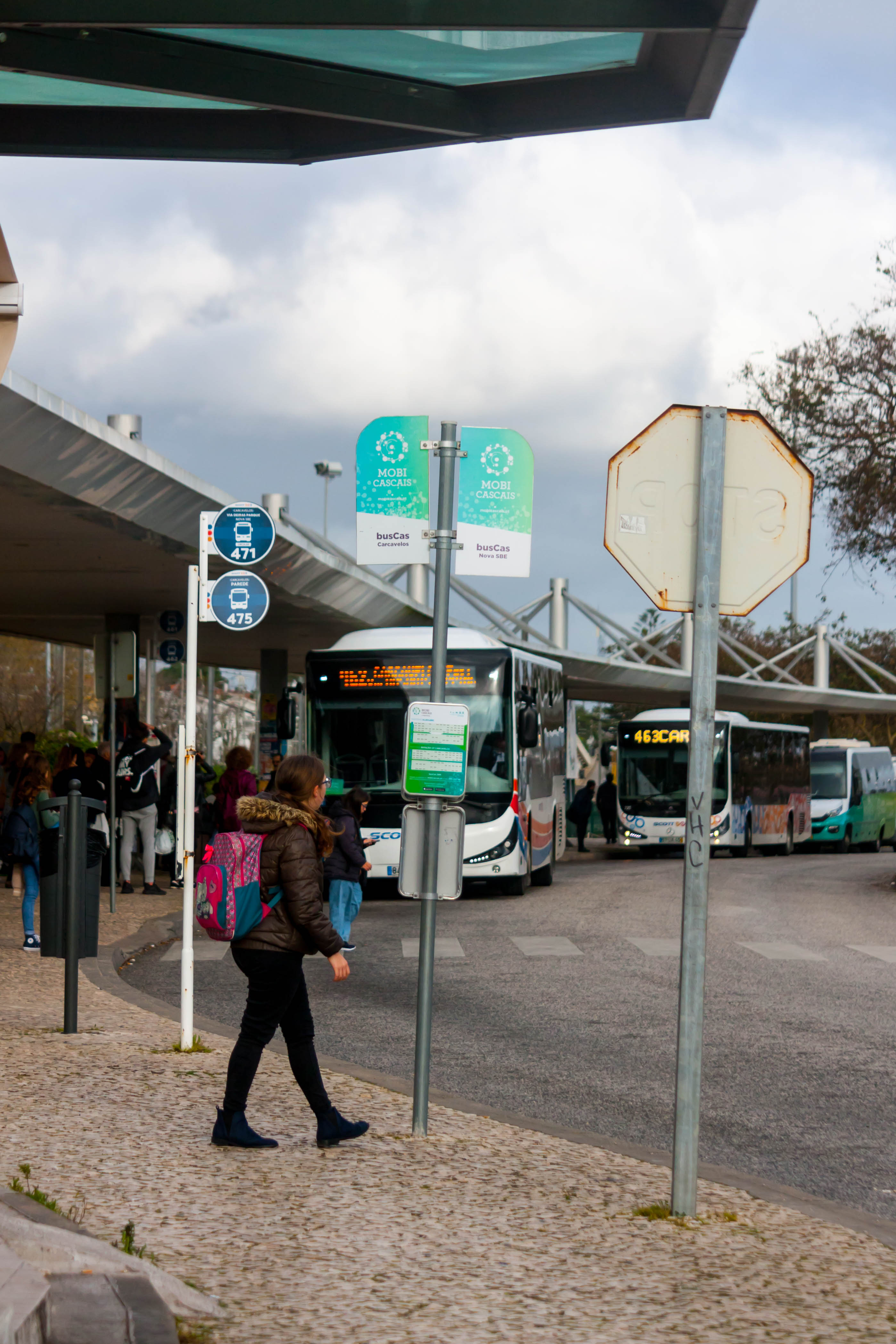
Postaletes MobiCascais / BusCas e Scotturb em Carcavelos, Março de 2020 — últimos dias de operação conjunta.

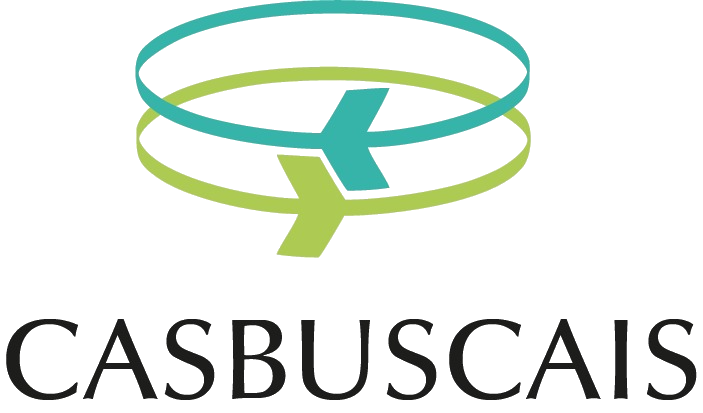
Logótipo da empresa Casbuscais, criada em 2024 para sanar diferendos contratuais.

Em fevereiro de 2021 preparavam-se já nas instalações da UNVI os primeiros veículos Scania N320UB (com carroçaria UNVI), de um total de 79 a introduzir ao longo do ano nas operações renovadas da MobiCascais. A partir de 25 de Maio de 2021, a nova operação municipal começou, sendo operado pela empresa espanhola Martín, pertencente ao Grupo Ruiz, com novas denominações; com a concessão prevista durar até meados de 2030. Porém, a Scotturb recorreu aos tribunais, alegando que a proposta apresentada pela Martín era ilegal e violava as exigências do caderno de encargos, ao qual o tribunal deu razão à empresa portuguesa. Apesar dos recursos da Câmara Municipal de Cascais e da Martín, todos os tribunais deram razão à Scotturb, e acabou-se por chegar a uma acordo em 2024, ao qual a Martín operaria em conjunto com a Scotturb os autocarros da MobiCascais, sob a empresa Casbuscais.
Foi também em Maio de 2021 introduzida na MobiCascais a utilização de autocarros movidos a hidrogénio, com a chegada dos dois primeiros veículos deste tipo a operar em Portugal, adquiridos no âmbito duma parceria entre a Cascais Próxima e o grupo Salvador Caetano. Estes veículos novos somam-se aos 17 Mercedes-Benz Sprinter 519cdi (com carroçaria Spica Urban VS30) já detidos pela autarquia.
Entre julho de 2022 e janeiro de 2023 entram em vigor as concessões da marca Carris Metropolitana, reformulando profundamente os transportes públicos rodoviários da Grande Lisboa; neste contexto, mantiveram-se inalterados apenas os serviços intramunicipais de Barreiro (T.C.B.), Cascais (MobiCascais), Lisboa (C.C.F.L.).

À data de Abril de 2023, a Câmara Municipal estimava um número de passageiros transportados superior a 20 milhões desde Janeiro de 2020. A 6 de Agosto de 2023, o Vice-presidente da Câmara Municipal de Cascais anunciou que o número de passageiros transportados desde Janeiro de 2020 era de 25 milhões. 

## Autocarros
| iní. | carreira BusCas          | fim  |
| ---- | ------------------------ | ---- |
| 2016 | 408 BusCas Alvide        | M08  |
| 2020 | 1016 BusCas Carcavelos   | M41  |
| 2001 | 427 BusCas Cascais       | M27  |
| 2017 | 1013 BusCas Cascais-CUF  | M39  |
| 2020 | 1018 BusCas Escolar      | 2021 |
| 2017 | 1012 BusCas Estoril      | M38  |
| 2017 | 1014 BusCas Malveira-CUF | M40  |
| 2020 | 1017 BusCas Nova SBE     | M16  |
| 2016 | 488 BusCas Parede        | M26  |
| 2017 | 1009 BusCas SDR          | M16  |
| 2017 | 1010 BusCas SDR Norte    | M37  |
| 2017 | 1011 BusCas SDR Oeste    | 2021 |

### BusCas
O serviço BusCas foi lançado em 2001, consistindo na denominação aplicada inicialmente à carreira 427 da Scotturb com o seu percurso de circulação pelos principais pontos geradores de tráfego da vila (estação ferroviária, mercado, tribunal e centro histórico). A designação adotada, análoga a "BiCas", é um retroacrónimo de dupla leitura, conjugando a etimologia óbvia "bus" + "Cas[cais]" com o auspicioso termo "busca", que sugere acessibilidade próxima.
Com a formação da MobiCascais em 2016, foi criada uma rede BusCas através do alargamento desta designação a mais duas carreiras da Scotturb — 408 (com a designação adicional BusCas Alvide) e 488 (BusCas Parede) — sendo depois ampliada em 2017 com a criação serviços próprios (com numeração 1009-1018) que a empresa colocou em funcionamento de forma gradual: BusCas SDR (1009), BusCas SDR Norte (1010), BusCas SDR Oeste, BusCas Estoril (1012), BusCas Cascais-Hospital (1013), e BusCas Malveira-Hospital (1014). Em 2020 tinham-se-lhes juntado BusCas Carcavelos (1016), BusCas Nova SBE (1017), e BusCas Escolar Malveira-Cascais (1018). Aquando da reformulação de 2021, haviam sido discontinuados o BusCas Escolar Malveira-Cascais e o BusCas SDR Oeste.

Estas carreiras caracterizavam-se maioritariamente pelos seus percursos curtos e de frequência elevada, operadas por miniautocarros Mercedes.

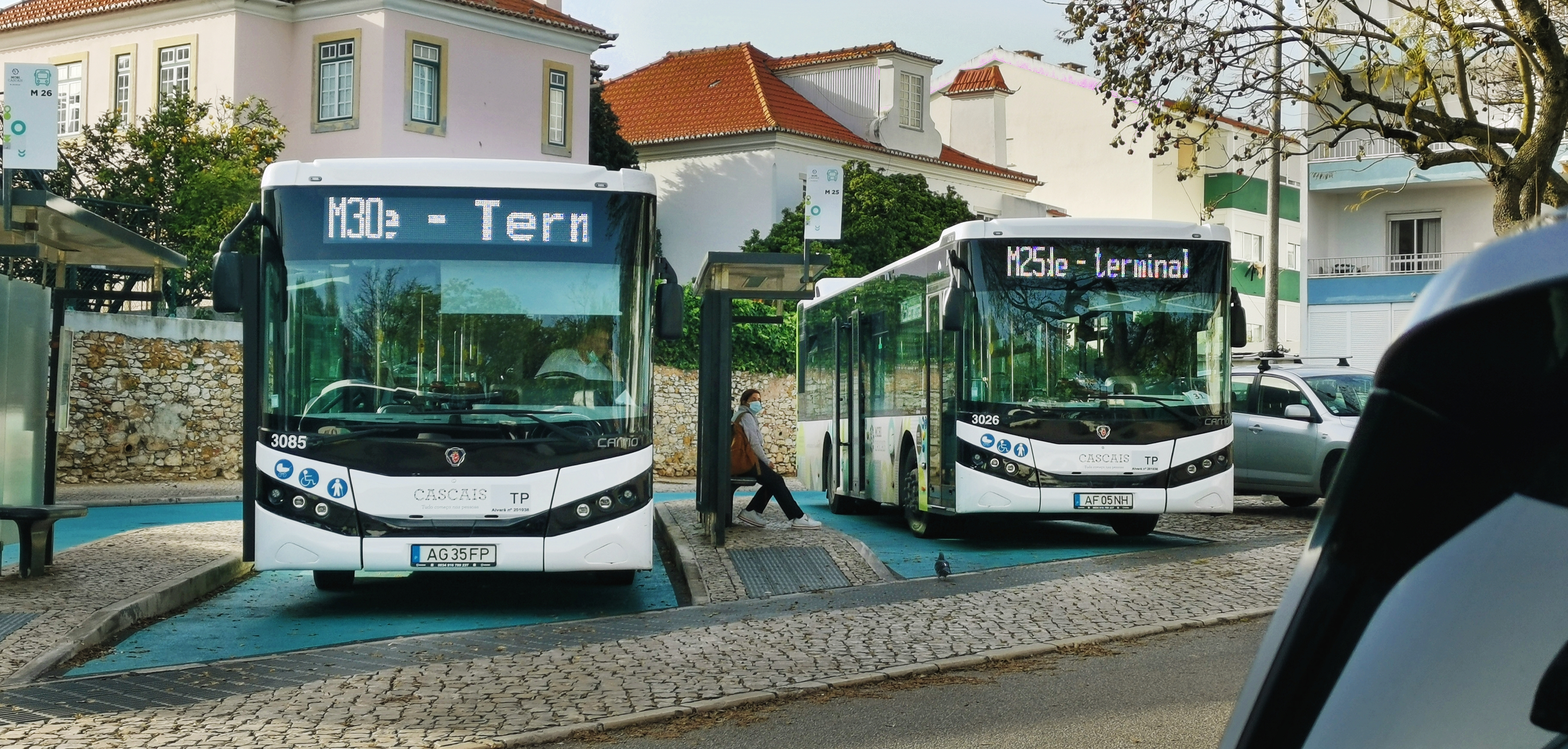
Alguns dos 96 novos veículos da MobiCascais em operação desde 25 de Maio de 2021.

### Carreiras "M"
A partir de 25 de maio de 2021, a operação foi completamente renovada, onde foram integradas na MobiCascais:
- as 23 carreiras que a Scotturb operava no concelho (incluindo três sob a chancela BusCas), algumas com alteração de percurso,
- as restantes 7 carreiras BusCas existentes à data, transformadas em 6 novas carreiras, e
- 12 carreiras criadas novas.

O novo elenco de carreiras recebeu designações harmonizadas, com numeração corrida prefixada por "M" — muitas delas conservando os algarismos das dezenas e unidades, que são habitualmente os mais carismáticos e mnemónicos para os passageiros.
Durante os seguintes meses, foram ainda criadas mais 3 carreiras novas para a rede da MobiCascais, totalizando-se atualmente 44 carreiras, todas alocadas ao seu único parque e centro operacional, localizado na Adroana:
| C.ª | Terminais                                                 | Via                          | Percursos | Frota                       | Carreira Subst. | Carreira Subst. | Início de Operação |
|     | (ordenação)                                               | (ordenação)                  |           | (ordenação)                 |                 |                 | (ordenação)        |
| --- | --------------------------------------------------------- | ---------------------------- | --------- | --------------------------- | --------------- | --------------- | ------------------ |
| M01 | CascaiShopping ⇆ Parede (Terminal)                        | Estoril                      | ↓ ↑       | autocarro standard 2 portas | 401             | [ a ] [ b ]     | 2021.05.25         |
| M02 | Cascais (Terminal)                                        | Malveira da Serra e Murches  | ↻         | autocarro standard 2 portas | 402             | [ a ]           | 2021.05.25         |
| M03 | CascaiShopping                                            | Torre                        | ↻         | autocarro standard 2 portas | 400             | [ b ]           | 2021.05.25         |
| M04 | Cascais (Estação)                                         | Torre                        | ↺         | autocarro standard 2 portas | 404             | [ a ] [ b ]     | 2021.05.25         |
| M05 | Cascais (Estação)                                         | Guincho e Areia              | ↻         | autocarro standard 2 portas | 405             | [ a ]           | 2021.05.25         |
| M06 | Cascais (Terminal) ⇆ Estoril (Estação)                    | Fisgas                       | ↓ ↑       | autocarro standard 2 portas | 406             | [ a ]           | 2021.05.25         |
| M07 | Cascais (Terminal) ⇆ Estoril (Estação)                    | Amoreira                     | ↓ ↑       | autocarro standard 2 portas | 407             | [ a ]           | 2021.05.25         |
| M08 | Cascais (Terminal)                                        | Alvide                       | ↺         | autocarro standard 2 portas | 408             | [ a ]           | 2021.05.25         |
| M09 | Cascais (Estação)                                         | Encosta da Carreira          | ↻ ↺       | autocarro standard 2 portas | 409             | [ a ] [ b ]     | 2021.05.25         |
| M10 | CascaiShopping (Terminal) ⇆ Malveira da Serra             | Zambujeiro                   | ↓ ↑       | autocarro mini              | Nova            |                 | 2021.05.25         |
| M11 | Cascais (Terminal) ⇆ Estoril (Estação)                    | Cabreiro e Atrozela          | ↓ ↑       | autocarro standard 2 portas | 411             | [ a ]           | 2021.05.25         |
| M12 | Cascais (Terminal) ⇆ Estoril (Estação)                    | Monte Estoril                | ↓ ↑       | autocarro standard 2 portas | 412             | [ a ] [ b ]     | 2021.05.25         |
| M13 | Cascais (Terminal) ⇆ Estoril (Estação)                    | Manique                      | ↓ ↑       | autocarro standard 2 portas | 413             | [ a ] [ b ]     | 2021.05.25         |
| M14 | Cascais (Terminal)                                        | Murches e Malveira da Serra  | ↺         | autocarro standard 2 portas | 414             | [ a ]           | 2021.05.25         |
| M15 | Cascais (Estação)                                         | Areia e Guincho              | ↺         | autocarro standard 2 portas | 415             | [ a ]           | 2021.05.25         |
| M16 | Carcavelos (NOVA SBE) ⇆ São Domingos de Rana              |                              | ↓ ↑       | autocarro mini              | 10091017        |                 | 2021.05.25         |
| M17 | Bairro da Cadeia do Linhó ⇆ Cascais (Terminal)            | Alvide e Hospital de Cascais | ↓ ↑       | autocarro standard 2 portas | 417             | [ a ]           | 2021.05.25         |
| M18 | Bairro da Cadeia do Linhó ⇆ Cascais (Terminal)            | Abuxarda                     | ↓ ↑       | autocarro standard 2 portas | 455             |                 | 2021.05.25         |
| M19 | Estoril (Estação)                                         | Galiza e Pau Gordo           | ↻ ↺       | autocarro mini              | 419             | [ a ] [ b ]     | 2021.05.25         |
| M20 | Bairro da Cadeia do Linhó ⇆ Estoril (Estação)             | Amoreira                     | ↓ ↑       | autocarro standard 2 portas | 456             |                 | 2021.05.25         |
| M21 | Carcavelos (Estação) ⇆ Talaíde                            |                              | ↓ ↑       | autocarro standard 2 portas | 461             |                 | 2021.05.25         |
| M22 | Carcavelos (Estação) ⇆ Cascais (Terminal)                 | Manique                      | ↓ ↑       | autocarro standard 2 portas | 462             |                 | 2021.05.25         |
| M23 | Estoril (Estação) ⇆ Talaíde                               |                              | ↓ ↑       | autocarro standard 2 portas | 423             | [ a ] [ b ]     | 2021.05.25         |
| M24 | Carcavelos (Estação) ⇆ Manique                            |                              | ↓ ↑       | autocarro standard 2 portas | 464             |                 | 2021.05.25         |
| M25 | Parede (Terminal)                                         | Carcavelos (Estação)         | ↻ ↺       | autocarro standard 2 portas | 475490          | [ b ]           | 2021.05.25         |
| M26 | Parede (Terminal)                                         | Matarraque                   | ↺         | autocarro standard 2 portas | 488             | [ b ]           | 2021.05.25         |
| M27 | Cascais (Estação)                                         |                              | ↺         | autocarro standard 2 portas | 427             | [ a ]           | 2021.05.25         |
| M28 | CascaiShopping (Terminal) ⇆ Malveira da Serra             |                              | ↓ ↑       | autocarro mini              | 490             |                 | 2021.05.25         |
| M29 | CascaiShopping (Terminal) ⇆ São João do Estoril (Estação) |                              | ↓ ↑       | autocarro standard 2 portas | Nova            |                 | 2021.05.25         |
| M30 | Abóboda ⇆ Parede (Terminal)                               |                              | ↓ ↑       | autocarro standard 2 portas | Nova            |                 | 2021.05.25         |
| M31 | Carcavelos (Estação) ⇆ Hospital de Cascais                | Bicesse                      | ↓ ↑       | autocarro standard 2 portas | Nova            |                 | 2021.05.25         |
| M32 | Parede (Terminal) ⇆ Trajouce                              | Murtal                       | ↓ ↑       | autocarro standard 2 portas | Nova            |                 | 2021.05.25         |
| M33 | São Domingos de Rana                                      | Sasoeiros e Tires            | ↻ ↺       | autocarro mini              | Nova            |                 | 2021.05.25         |
| M34 | Cascais (Estação) ⇆ Costa da Guia                         |                              | ↓ ↑       | autocarro standard 2 portas | Nova            |                 | 2021.05.25         |
| M35 | Carcavelos (Estação) ⇆ Trajouce Norte                     | São Domingos de Rana         | ↓ ↑       | autocarro standard 2 portas | 463467468       |                 | 2021.05.25         |
| M36 | Carcavelos (Estação) ⇆ Trajouce Norte                     | Outeiro de Polina            | ↓ ↑       | autocarro standard 2 portas | 467468          |                 | 2021.05.25         |
| M37 | São Domingos de Rana                                      | Trajouce                     | ↻         | autocarro mini              | 1010            |                 | 2021.05.25         |
| M38 | CascaiShopping ⇆ Estoril (Estação)                        |                              | ↓ ↑       | autocarro médio             | 1012            |                 | 2021.05.25         |
| M39 | Alto da Bicesse ⇆ Cascais (Terminal)                      |                              | ↓ ↑       | autocarro médio             | 1013            |                 | 2021.05.25         |
| M40 | Hospital de Cascais                                       | Malveira da Serra            | ↺         | autocarro mini              | 1014            | [ b ]           | 2021.05.25         |
| M41 | Cascais (Estação)                                         |                              | ↻         | autocarro mini              | 1016            |                 | 2021.05.25         |
| M42 | Carcavelos (Escola Secundária) ⇆ Conceição da Abóboda     |                              | ↓ ↑       | autocarro standard 2 portas | Nova            |                 | 2021.09.15         |
| M43 | Cascais (Estação)                                         | Guincho                      | ↻         | autocarro standard 2 portas | Nova            |                 | 2021.08.13         |
| M44 | Cascais (Estação) ⇆ Quinta do Pisão                       |                              | ↓ ↑       | autocarro standard 2 portas | Nova            |                 | 2021.09.10         |

1. 1 2 3 4 5 6 7 8 9 10 11 12 13 14 15 16 17   Algarismos das dezenas e unidades conservados da carreira que substitui nominalmente.
2. 1 2 3 4 5 6 7 8 9 10 11   Carreira lançada com alteração do percurso da carreira que substitui nominalmente.
3. ↑   Circulação pelos Salesianos de Manique a partir de 2023.10.16
4. ↑   Circulação pelo Bairro da Adroana a partir de 2025.01.13
5. ↑   Circulação a Polima a partir de 2022.01.29
6. ↑   Cascais (Estação) ⇆ Hospital de Cascais até 2025.05.08
7. ↑   Hospital de Cascais ⇆ Malveira da Serra até 2022.11.27
8. ↑   Barragem do Rio da Mula ⇆ Cascais (Estação) até 2025.05.08

## Bicicletas

### BiCas

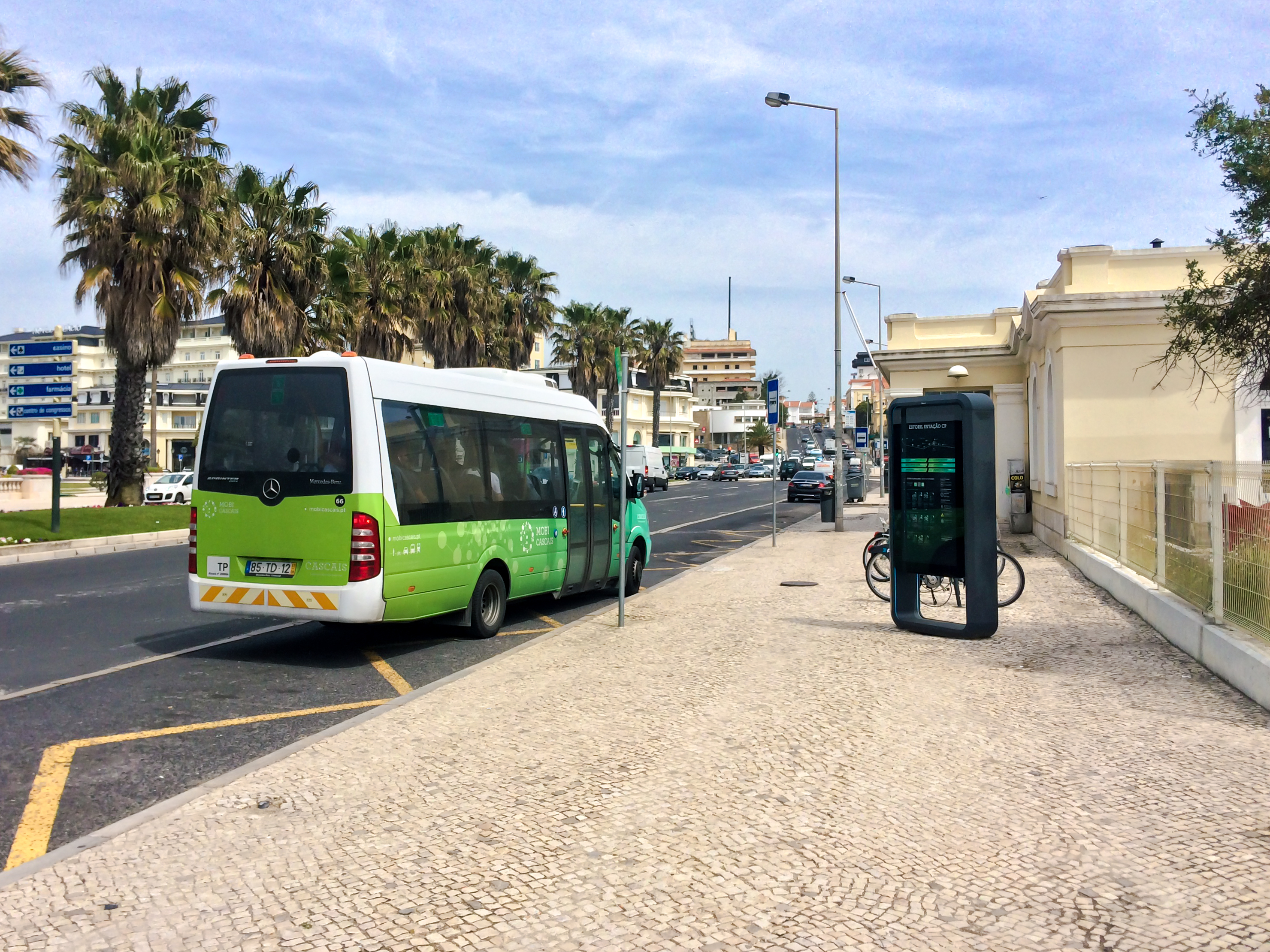
Miniautocarro BusCas e bicicletas partilhadas BiCas: as operações da MobiCascais em 2018.

O serviço BiCas foi lançado em 2001, inicialmente como um serviço de aluguer gratuito de bicicletas para lazer, disponível em três pontos da vila de Cascais (Largo da Estação, Cidadela e Casa da Guia) com o objetivo de  facilitar e apoiar as deslocações de lazer entre a Estação de Cascais e a ciclovia do Guincho. A designação adotada, análoga a "BusCas", é um retroacrónimo de dupla leitura, conjugando a etimologia óbvia "Bi[cicleta]" + "Cas[cais]" com o termo "bica" (café espresso), que sugere ubiquidade informal.
Em setembro de 2016 foi lançado o serviço de bicicletas partilhadas de mobilidade que conta com 84 estações junto a locais estratégicos como interfaces de transporte público, parques de estacionamento e polos geradores de tráfego (escolas, clubes e associações ou centros comerciais). A utilização das bicicletas é feita através de uma aplicação, onde os utilizadores devem registar-se e subscrever uma das opções disponíveis (diário, semanal, mensal ou anual). Após este passo, devem dirigir-se a uma doca de modo a desbloquear (através da aplicação, de um cartão ou de NFC) e utilizar uma das bicicletas aí disponíveis. Possui um horário de funcionamento de treze horas diárias, estando disponíveis para utilização das 07:00 às 20:00. Todas as docas estão equipadas com wifi gratuito, sendo também possível utilizá-las para o parqueamento de bicicletas particulares (Bike Parking), igualmente mediante uma subscrição.

A este serviço foi adicionado, em 2019, o aluguer de trotinetas elétricas.[carece de fontes?]

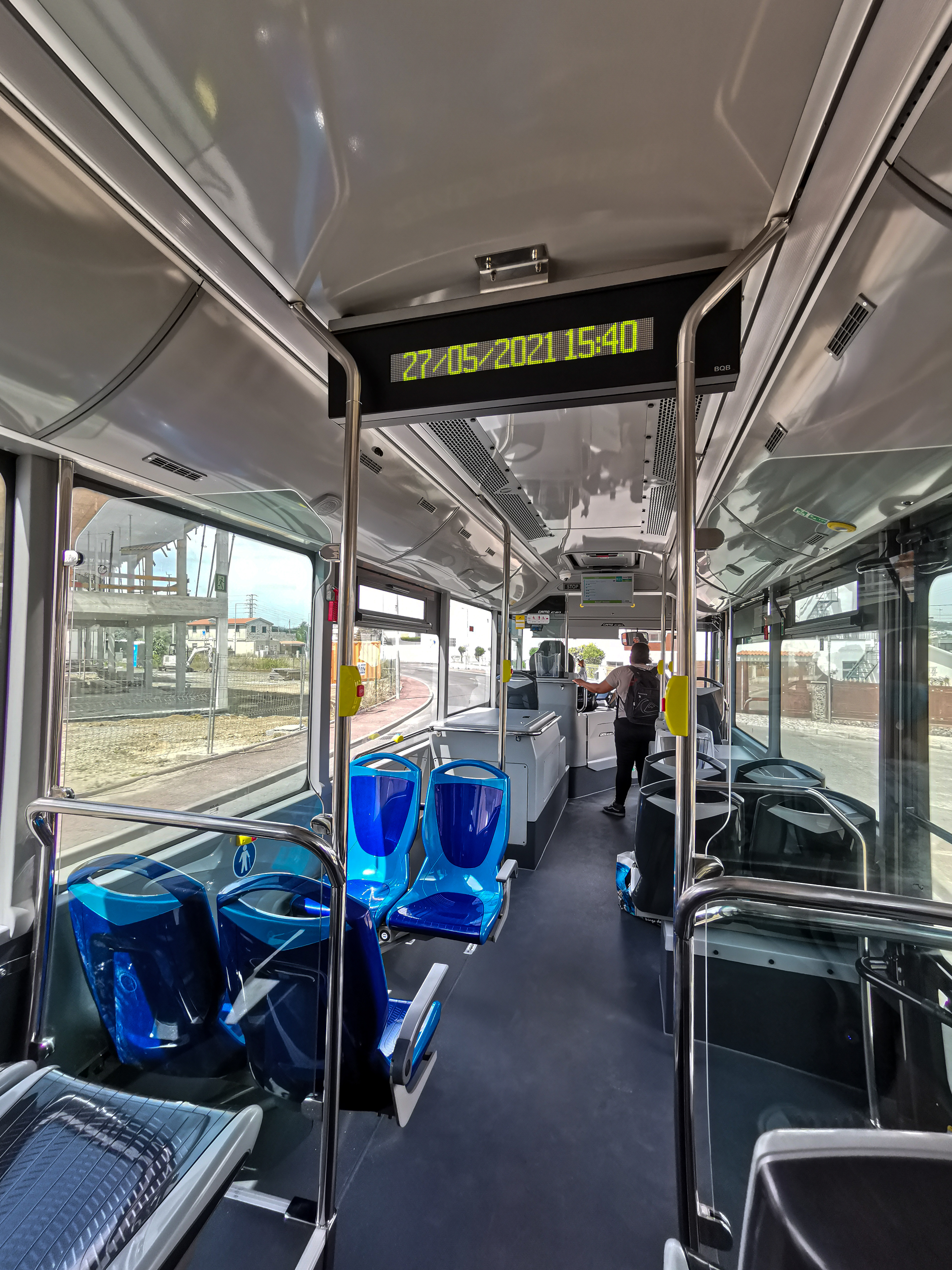
Interior de autocarro da MobiCascais em 2021.

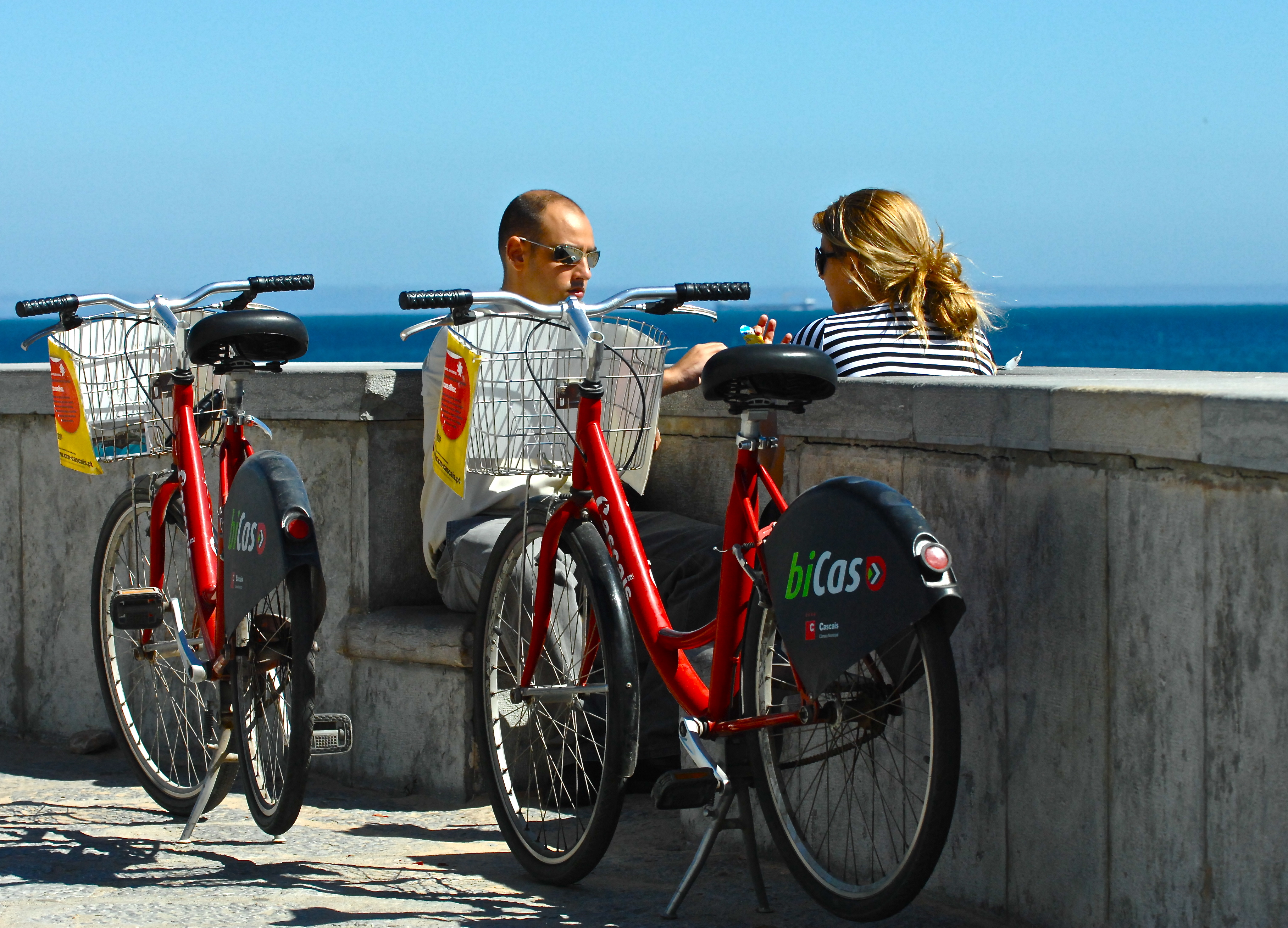
BiCas em uso em 2009.